# International Sports Racing Series
L'International Sports Racing Series, créée par John Mongoletsi en 1997, est un championnat de sport automobile ouvert à des voitures de type sport-prototype. Devenu Sports Racing World Cup en 1999 en étant reconnu par la Fédération internationale de l'automobile (FIA authorised series), il prend le nom de FIA Sports Car Championship en 2001. John Mongoletsi, assisté de sa femme Penny et de sa fille Anna, en a assuré l'organisation de 1997 à 2003. 
Cette compétition, similaire au championnat FIA GT, est organisée en deux catégories et est principalement basée en Europe. En 2003, la compétition est remplacée par les Le Mans Endurance Series.

## Histoire
En 1992, l'Europe n'avait plus de compétition importante en Sport-prototypes. En 1997, suivant l'exemple des États-Unis, John Mongoletsi lance l'International Sports Racing Series, un championnat basé en Europe pour les voitures de sport à cockpit ouvert. Les principaux participants sont Rafanelli, Riley & Scott, Kremer Racing, Joest Racing, Konrad Motorsport et Ferrari et les voitures répondent aux réglementations SR1 (correspondant à la catégorie LMP) et SR2 de la FIA.
En 2001, la compétition prend le nom de FIA Sportscar Championship mais, devant l'impossibilité de trouver des réglementations communes avec les compétitions américaines et l'émergence des American Le Mans Series en 1999, la compétition cesse en 2003 pour laisser place aux Le Mans Series.

## Palmarès
| 1997 | Titres non attribués              | Titres non attribués              | Titres non attribués | Titres non attribués | Titres non attribués    | Titres non attribués     |
| 1998 | Emmanuel Collard Vincenzo Sospiri | Jean-Claude de Castelli           | Titre non attribué   | Titre non attribué   | JB Giesse Team Ferrari  | Waterair Sport           |
| 1999 | Emmanuel Collard Vincenzo Sospiri | Angelo Lancelotti                 | Titre non attribué   | Titre non attribué   | JB Giesse Team Ferrari  | Cauduro Tampolli Team    |
| 2000 | Christian Pescatori David Terrien | Peter Owen Mark Smithson          | Titre non attribué   | Titre non attribué   | JMB Giesse Team Ferrari | Redman Bright            |
| 2001 | Marco Zadra                       | Larry Oberto Thed Björk           | Ferrari              | Lola Cars            | BMS Scuderia Italia     | SportsRacing Team Sweden |
| 2002 | Jan Lammers Val Hillebrand        | Mirko Savoldi Piergiuseppe Peroni | Dome                 | Lucchini Engineering | Racing for Holland      | Lucchini Engineering     |
| 2003 | Jan Lammers John Bosch            | Mirko Savoldi Piergiuseppe Peroni | Dome                 | Lucchini Engineering | Racing for Holland      | Lucchini Engineering     |